# مایک آدامز (بازیکن فوتبال)
مایک آدامز (انگلیسی: Mike Adams؛ زادهٔ ۲۰ فوریهٔ ۱۹۶۵) بازیکن فوتبال اهل انگلستان است.

## باشگاهی
از باشگاه‌هایی که در آن بازی کرده‌است می‌توان به باشگاه فوتبال بریستول راورز، باشگاه فوتبال بث سیتی، و باشگاه فوتبال وستون سوپر مار اشاره کرد.